# Blepharoneura poecilosoma
Blepharoneura poecilosoma är en tvåvingeart som först beskrevs av Ignaz Rudolph Schiner 1868.  Blepharoneura poecilosoma ingår i släktet Blepharoneura och familjen borrflugor. Inga underarter finns listade.